# Federação de Futebol de Samoa
A Federação de Futebol de Samoa (em inglês:  Football Federation Samoa, FFS; em samoano:  Soka Kamupani Samoa) é membro da Confederação de Futebol da Oceania (OFC) e o maior órgão de futebol em Samoa. Ela foi fundada em 1968 e tornou-se membra da Federação Internacional de Futebol (FIFA) em 1986. As Seleção Samoana de Futebol masculina e feminina são representadas pela SFF e disputam as competições da OFC, incluindo a qualificação para a Copa do Mundo da FIFA.

## Comitê executivo
- Presidente: Tautulu Roebeck
- Vice-Presidente: La'auli T. Laupepa
- Secretário Geral: Ropati Enosa
- Tesoureiro: Maiava Visesio Lino
- Membros: Ben Lemana, Malo Vaga, Jerry Epa, Katie Aimaasu, Manila Laulu, Papalii Poas